# Michael Fedele
Michael Fedele, född den 30 mars 1955, är en amerikansk politiker och den sittande viceguvernören i Connecticut.

## Tidigt liv
Fedele föddes i Minturno, Italien. Han tog examen från Fairfield University i Fairfield, Connecticut, 1980 och Norwalk State Technical College i Norwalk, Connecticut. Han och hans fru Carol har tre barn.

## Politisk karriär
Fedele är medlem av Republikanerna. Hans första politiska uppdrag var som ledamot i Stamfords 40 man stora fullmäktigeförsamling. Han representerade det starkt republikanskt dominerade 13:e distriktet 1987-1991. Senare representerade han Stamfords 147:e distrikt i Connecticuts representanthus från 1992 till 2002. Han kandiderade till Connecticuts senat 2002, men förlorade knappt till demokraten Andrew J. McDonald.
Fedele grundade och styrde Pinnacle Group, ett IT-företag i Connecticut.
Han kandiderade till viceguvernör i valet på hösten 2006, tillsammans med den sittande guvernören, republikanen M. Jodi Rell. De vann valet och Federle tillträdde posten som viceguvernör den 3 januari 2007.
Fedele fick priset Prescott Bush Award 2009, den högsta utmärkelse som Connecticuts Republikanska parti ger till sina medlemmar. 
Boy's Town of Italy gav Fedele deras 2009 Humanitarian of the Year Award.